# Wales Coast Path
Der Wales Coast Path (gelegentlich All Wales Coast Path, walisisch Llwybr Arfordir Cymru) ist ein ca. 1400 km (870 mi) langer Fernwanderweg, der vom River Dee bei Queensferry im Norden von Wales bis nach Chepstow im Süden der Küste von Wales folgt.
Der Fernwanderweg ist der erste und längste zusammenhängende Wanderweg entlang der gesamten Küste eines Landes und wurde durch die Verbindung verschiedener vorher existierender kürzerer Wanderwege zwischen 2007 und 2011 geschaffen und am 5. Mai 2012 offiziell eröffnet.
Der Fernwanderweg berührt eine Reihe von Gebieten, die als Areas of national importance von der walisischen Regierung eingestuft wurden, dazu gehören u. a. die Nationalparks Snowdonia und Pembrokeshire Coast, sowie die Areas of Outstanding Natural Beauty Anglesey, Pen Llŷn und Gower. Eines der längsten selbständigen Teilstücke ist der 200 km lange Anglesey Coastal Path.
Es besteht ein Anschluss an den Offa’s Dyke Path, der eine vollständige Umrundung von Wales auf einer 1660 km (1030 Meilen) langen Wanderung ermöglicht.

## Einzelabschnitte des Fernwanderweges
Auflistung der einzelnen Wegteile des Wales Coast Past von Norden nach Süden
| Abschnitt                          | Entfernung | Vorgänger                                                                              | Unitary Authorities | Streckenkarte                        |
| North Wales Coast & Dee Estuary    | 109 km     | Der North Wales Path, eröffnet 1997, erstreckt sich über Teile.                        | Flintshire:43 km Denbighshire:11 km Conwy County Borough:56 km                                                                       | North Wales Path                     |
| Isle of Anglesey                   | 212 km     | Anglesey Coastal Path, eröffnet 2006.                                                  | Isle of Anglesey | Anglesey Coastal Path                |
| Menai, Llŷn & Meirionnydd          | 304 km     | Llŷn Coastal Path (146 km) eröffnet 2006 ausgebaut um den Rest von Gwynedd abzudecken. | Gwynedd | Llŷn Coastal Path                    |
| Ceredigion                         | 116 km     | Ceredigion Coast Path eröffnet 2008.                                                   | Powys:8 km Ceredigion: 108 km | Ceredigion Coast Path                |
| Pembrokeshire                      | 290 km     | Der Pembrokeshire Coast Path ist ein National Trail. Eröffnet 1970.                    | Pembrokeshire | Pembrokeshire Coast Path             |
| Carmarthenshire                    | 109 km     | Der Millennium Coastal Park (21 km), nahe Llanelli, eröffnet 2002                      | Carmarthenshire | Carmarthenshire                      |
| Gower & Swansea Bay ,              | 114        | Gower Coast Path (Inoffizielle Strecke eröffnet 2005)                                  | City and County of Swansea:90 km Neath Port Talbot County Borough: 26 km                                                             | Gower and Swansea Bay                |
| South Wales Coast & Severn Estuary | 156 km     | Teilstücke entlang der Küste des Valeways Millennium Heritage Trail, eröffnet 2001.    | Bridgend County Borough:19 km Vale of Glamorgan: 61 km City and County of Cardiff: 14 km City of Newport: 42 km Monmouthshire: 24 km | South Wales Coast and Severn Estuary |

## Galerie
| - Leuchtturm Strumble Head, mit Blick über die Carreg Onnen Bucht - Der Pembrokeshire Coast Path bei Ceibwr Bay in Blickrichtung Norden nach Cemaes Head - Der Pembrokeshire Coast Path zwischen Pwllgwaelod und Fishguard - Oberhalb der Bucht von Mwnt - Der Strand von Newborough und Llanddwyn Island |